# Lulu Wang (réalisatrice)
Pour la femme de lettres chinoise, voir Lulu Wang.
Lulu Wang (en chinois : 王子逸 ; pinyin : Wáng Zǐyì), née le 25 février 1983 à Pékin, est une réalisatrice sino-américaine.
Elle est surtout connue pour avoir écrit et réalisé les films de comédie dramatique Posthume (en) (2014) et L'Adieu (2019). Pour ce dernier, elle a reçu l'Independent Spirit Award du meilleur film et le film a été nommé comme l'un des dix meilleurs films de l'année 2019 par l'American Film Institute.
Wang a également écrit, produit et réalisé plusieurs courts métrages, documentaires et vidéoclips.

## Filmographie

### Cinéma

#### Courts métrages
- 2005 : Pisces
- 2006 : Fishing the Gulf
- 2007 : Can-Can
- 2015 : Touch
- 2021 : Nian

#### Longs métrages
- 2014 : Posthume (Posthumous)
- 2019 : L'Adieu (The Farewell)

### Clips
- 2011 : Nobody Told Me de Vintage Trouble
- 2014 : Still and Always Will de Vintage Trouble

### Télévision
- 2023-2024 : Expats (mini-série télévisée de 6 épisodes)

## Distinctions

### Récompenses
- Festival de Sundance 2019 : Prix Vanguard pour L'Adieu
- Festival de Palm Springs 2019 : Cinéastes à suivre pour L'Adieu
- Film Independent Spirit Awards 2020 : Meilleur film pour L'Adieu

### Nominations
- Satellite Awards 2019 : nommé comme Meilleur scénario original pour L'Adieu
- Baftas 2020 : nommé comme Meilleur film en langue étrangère pour L'Adieu